# IC 2054
IC 2054 ist eine Spiralgalaxie vom Hubble-Typ S im Sternbild Tafelberg am Südsternhimmel. Sie ist schätzungsweise 911 Millionen Lichtjahre von der Milchstraße entfernt und hat einen Durchmesser von etwa 110.000 Lj.
Das Objekt wurde am 17. November 1900 von DeLisle Stewart entdeckt.